# Spantchevo
Spantchevo ou Spančevo (en macédonien Спанчево) est un village de l'est de la Macédoine du Nord, situé dans la municipalité de Tchéchinovo-Obléchévo. Le village comptait 1048 habitants en 2002.

## Démographie
Lors du recensement de 2002, le village comptait :
- Macédoniens : 1 047
- Valaques : 1